# Lucia Ripamonti
Maria Ripamonti, conhecida popularmente como Lucia dell'Immacolata Ripamonti (Acquate, 26 de Maio de 1909 - Brescia, 4 de Julho de 1954), foi uma freira italiana considerada beata pela Igreja Católica. 

## Biografia
Maria Ripamonti nasceu em 1909 em Acquate, bairro de Lecco, de uma família da classe trabalhadora. Desde a primeira infância, trabalhou numa industria de fiação e depois numa fábrica para ajudar a família. Participa todos os dias à missa e às obras de caridade de sua paróquia.
Inspirava-se à santa Maria Crucificada Rosa, e por isso entrou na congregação das Servidoras da Caridade em 1932, em Brescia, fazendo sua profissão religiosa em 1938. Destinada para o serviço na sede da congregação, sua vida se resume ao cumprimento de deveres comuns, como a limpeza e a assistência aos peregrinos. No entanto, destaca-se das outras freiras por sua alegria e profundidade espiritual, sempre obediente às superioras e aos deveres da congregação.
Sendo diagnosticada com uma doença grave, suportou o sofrimento físico com paciência, e ainda procurou cuidar dos outros doentes em vez de cuidar de si mesma. Irmã Lúcia faleceu em 4 de julho de 1954, aos 45 anos, no hospital Rocchettino, em Brescia e foi enterrada ca capela da sede da congregação.

## Beatificação
A causa da beatificação de irmã Lúcia abre-se em 1 de dezembro de 1992 em Brescia. A enquete diocesana termina em 10 de novembro de 1995 e è enviada a Roma para ser analizada pela congregação para as Causas dos Santos. Papa Francisco reconhece, em 27 de fevereiro de 2017, suas virtudes heróicas, dando-lhe assim o título de venerável.
Em 2012, começa uma investigação médica sobre a cura milagrosa, atribuída à intercessão da irmã Lúcia, de uma menina italiana de 7 anos que, em 1967, atropelada por um carro, estava em estado de morte clínica. A família invocou a intercessão da irmã Lúcia. Uma semana depois, a criança acordou e não apresentou nenhum dano físico.